# Muret-le-Château
Muret-le-Château är en kommun i departementet Aveyron i regionen Occitanien i södra Frankrike. Kommunen ligger  i kantonen Marcillac-Vallon som ligger i arrondissementet Rodez. År 2022 hade Muret-le-Château 365 invånare.

## Befolkningsutveckling
Antalet invånare i kommunen Muret-le-Château
Referens: INSEE